# Witte Raven (televisieprogramma)
Witte Raven was een Vlaams televisieprogramma dat uitgezonden werd door TV1. Het was een Vlaamse remake van de Britse reeks Faking it die op Channel 4 te zien was.
Er zijn vier gewone reeksen verschenen: De eerste twee seizoenen in 2002 en 2003 werden door productiehuis De Televisiefabriek gemaakt. De daaropvolgende seizoenen waren van productiehuis Kanakna. In 2006 verscheen "Witte Raven BV" met Bekende Vlamingen.

## Concept
In "Witte Raven" gingen onbekende Vlamingen de uitdaging aan om op 4 weken tijd een bepaalde behendigheid aan te leren. Enkele uitdagingen waren:
- iemand leerde pianospelen en diende tegelijk ook nog notenleer te volgen
- iemand leerde jumping terwijl hij nog nooit op een paard had gezeten
- een cafébaas wordt kleuterleider
- een bouwvakker wordt butler
- iemand met hondenvrees wordt hondentrainer
- een grafisch designer wordt zeevisser
- een vrachtwagenbestuurster wordt flamencodanseres
- een klassiek geschoolde pianiste wordt techno-dj[4]

De kandidaat werd bijgestaan door iemand die de vaardigheid als beroep uitoefent en geeft ook bijkomende tips hoe men zich moet gedragen. Ze trachten de kennis die ze zelf jarenlang hebben opgebouwd door te geven.
Na vier weken nam de kandidaat deel aan een wedstrijd waar hij drie tegenstanders had die de behendigheid uitvoerden als hun dagelijkse job. Een jury gaf elke kandidaat punten. Pas nadat de punten werden gegeven, werd de jury ingelicht dat er een "witte raaf" in het spel was die tot vier weken geleden de behendigheid nog nooit had uitgevoerd. De jury moest dan trachten te bepalen wie de "witte raaf" was.

## Afleveringen

### Seizoen 1 (2002)
| Afl. | Uitzenddatum     | Uitdaging                                         |
| ---- | ---------------- | ------------------------------------------------- |
| 1    | 6 oktober 2002   | Marc De Muynck, dokwerker wordt kapper            |
| 2    | 13 oktober 2002  | Veerle Peeters, klassiek pianiste wordt techno-dj |
| 3    | 20 oktober 2002  | Koen De Rooster, bibliothecaris wordt chef-kok    |
| 4    | 27 oktober 2002  | Rebecca Smet, verkoopster wordt amazone           |
| 5    | 3 november 2002  | Wout, kraker wordt fotograaf                      |
| 6    | 10 november 2002 | Compilatieaflevering                              |

### Seizoen 2 (2003)
| Afl. | Uitzenddatum      | Uitdaging                                           |
| ---- | ----------------- | --------------------------------------------------- |
| 1    | 28 september 2003 | Karolien Beazar, parfumeriemeisje wordt kunstenares |
| 2    | 5 oktober 2003    | Werner Van Rillaer, motard wordt operazanger        |
| 3    | 12 oktober 2003   | Pieter, museumsuppoost wordt buitenwipper           |
| 4    | 19 oktober 2003   | Patrick, brandweerman wordt dragqueen               |
| 5    | 26 oktober 2003   | Frank Heynickx, bankbediende wordt surfer           |
| 6    | 2 november 2003   | Laila Reduan, verpleegster wordt omroepster         |

### Seizoen 3 (2004)
Deze reeks werd voorafgegaan door een special op 30 augustus 2004 waarin de kandidaten van de vorige reeks opnieuw opgezocht werden om te zien hoe het ondertussen met hen was.
| Afl. | Uitzenddatum      | Uitdaging                                            |
| ---- | ----------------- | ---------------------------------------------------- |
| 1    | 6 september 2004  | Veronique Hendrickx, advocate wordt garagiste        |
| 2    | 13 september 2004 | Ides Versyck, polderboer wordt maître d'hôtel        |
| 3    | 20 september 2004 | Xavier Charlet, vuilnisman wordt bruidsjurkontwerper |
| 4    | 27 september 2004 | Ellen Lebron, stewardess wordt patissier             |
| 5    | 4 oktober 2004    | Steven Maes, rioolarbeider wordt interieurdesigner   |
| 6    | 11 oktober 2004   | Bart Vanbergen, boswachter wordt goochelaar          |

### Seizoen 4 (2005)
| Afl. | Uitzenddatum     | Uitdaging                                                     |
| ---- | ---------------- | ------------------------------------------------------------- |
| 1    | 7 november 2005  | Miel Pauwels, cafébaas wordt kleuterleider                    |
| 2    | 14 november 2005 | Ivo Aerts, fabrieksarbeider wordt florist                     |
| 3    | 21 november 2005 | Nancy De Leut, truckchauffeur wordt flamencodanseres          |
| 4    | 28 november 2005 | Jean De Ridder, bouwvakker wordt butler                       |
| 5    | 12 december 2005 | Romy, notarisbediende wordt hondentrainster                   |
| 6    | 19 december 2005 | Andy van Averbeke, grafisch vormgever wordt zeevisser         |
| 7    | 26 december 2005 | Boud Van Wambeke, computerprogrammeur wordt vakantie-animator |

## Witte Raven BV
In 2006 kwam er een vijfde seizoen waar de kandidaten Bekende Vlamingen waren. Het concept was identiek hetzelfde, alleen werd er gebruik gemaakt van een buitenlandse jury die de BV in kwestie niet kende.
| Afl. | Uitzenddatum      | Uitdaging                                |
| ---- | ----------------- | ---------------------------------------- |
| 1    | 9 september 2006  | Roos Van Acker wordt paracommando        |
| 2    | 16 september 2006 | Marleen Merckx wordt valkenier           |
| 3    | 23 september 2006 | Herr Seele wordt rallypiloot             |
| 4    | 30 september 2006 | Hilde De Baerdemaeker wordt Japanse kok  |
| 5    | 7 oktober 2006    | Ronny Mosuse wordt vliegtuigmechanicien  |
| 6    | 14 oktober 2006   | Johan Vande Lanotte wordt musicalartiest |
| 7    | 21 oktober 2006   | Zohra wordt advocaat                     |
| 8    | 28 oktober 2006   | Katja Retsin wordt brandweervrouw        |
| 9    | 4 november 2006   | Luc Van Lierde wordt dirigent            |
| 10   | 11 november 2006  | Brahim Attaeb wordt lingerieontwerper    |